# Borisotoper
Fördelningen av de naturliga isotoperna av bor.
|  | Bor-10 (19,9 %) |

|  | Bor-11 (80,1 %) |

Borisotoper är isotoper av grundämnet bor (B), det vill säga atomer och kärnor med 5 protoner och olika antal neutroner.

## Isotoper
Bor har 16 kända isotoper, varav 2 är stabila (10B och 11B), den senare uppgör cirka 80 % av naturligt förekommande bor.
De 14 radioisotoperna har alla mycket korta halveringstider, de mest långlivade radioisotoperna är 8B, med en halveringstid på 770 millisekunder, samt 12B, med en halveringstid på 20,2 millisekunder. Alla andra isotoper har halveringstider kortare än 17,35 millisekunder – den minst stabila isotopen är 7B, med en halveringstid på 150 yoktosekunder. Isotoperna med massa under 10 sönderfaller till helium (via de kortlivade berylliumisotoperna för 7B och 9B), medan de med massa över 11 istället sönderfaller till kol.
8B har en haloproton samt 17B och 19B har två haloneutroner vardera.

### Bor-10
10B har ett relativt stort absorptionstvärsnitt. Detta gör att bor används som för att kontrollera reaktiviteten i kärnreaktorer (främst tryckvattenreaktorer) samt i borneutroninfångningsterapi (BNCT) som en experimentell behandling av vissa hjärncancerformer.
Naturligt bor består av en femtedel bor-10 och fyra femtedelar bor-11. När naturligt bor används som neutronabsorbator är det nästan uteslutande andelen bor-10 som är verksam. Genom att med isotopanrikning renframställa bor-10 kan en femfaldig absorption erhållas med samma mängd eller koncentration bor.

## Tabell
| Nuklid                        | Z | N  | Massa (u)      | Halveringstid   | ST (%)           | SE (MeV)        | SP     | Spinn   | Förekomst (%) |
| ----------------------------- | - | -- | -------------- | --------------- | ---------------- | --------------- | ------ | ------- | ------------- |
| 6B                            | 5 | 1  | 6,04681(75)#   |                 |                  |                 |        |         |               |
| 7B                            | 5 | 2  | 7,02992(8)     | 3,50 × 10−22 s  | p                | 2,2             | 6Be    | (3⁄2−)  |               |
| 8B                            | 5 | 3  | 8,0246072(11)  | 770 ms          | β+ α             | 17,979          | 2 4He  | 2+      |               |
| 9B                            | 5 | 4  | 9,0133288(11)  | 8,465 × 10−19 s | p                | 0,54(21) × 10−3 | 8Be    | 3⁄2−    |               |
| 10B                           | 5 | 5  | 10,0129370(4)  | Stabil          | Stabil           | Stabil          | Stabil | 3+      | 19,9          |
| 11B                           | 5 | 6  | 11,0093054(4)  | Stabil          | Stabil           | Stabil          | Stabil | 3⁄2−    | 80,1          |
| 12B                           | 5 | 7  | 12,0143521(15) | 20,2 ms         | β− (98,4 %)      | 13,369          | 12C    | 1+      |               |
| 12B                           | 5 | 7  | 12,0143521(15) | 20,2 ms         | β− + α (1,6 %)   |                 | 8Be    | 1+      |               |
| 13B                           | 5 | 8  | 13,0177802(12) | 17,33 ms        | β− (99,72 %)     | 13,437          | 13C    | 3⁄2−    |               |
| 13B                           | 5 | 8  | 13,0177802(12) | 17,33 ms        | β− + n (0,279 %) |                 | 12C    | 3⁄2−    |               |
| 14B                           | 5 | 9  | 14,025404(23)  | 12,5 ms         | β− (93,96 %)     | 20,644          | 14C    | 2−      |               |
| 14B                           | 5 | 9  | 14,025404(23)  | 12,5 ms         | β− + n (6,04 %)  |                 | 13C    | 2−      |               |
| 15B                           | 5 | 10 | 15,031103(24)  | 9,87 ms         | β− + n (93,6 %)  |                 | 14C    | 3⁄2−    |               |
| 15B                           | 5 | 10 | 15,031103(24)  | 9,87 ms         | β− (6 %)         | 19,094          | 15C    | 3⁄2−    |               |
| 15B                           | 5 | 10 | 15,031103(24)  | 9,87 ms         | β− + 2n (0,4 %)  |                 | 13C    | 3⁄2−    |               |
| 16B                           | 5 | 11 | 16,03981(6)    | < 190 × 10−12 s | n                | 0,1             | 15B    | 0−      |               |
| 17B                           | 5 | 12 | 17,04699(18)   | 5,08 ms         | β− + n (63 %)    |                 | 16C    | (3⁄2−)  |               |
| 17B                           | 5 | 12 | 17,04699(18)   | 5,08 ms         | β− (22,1 %)      | 22,68           | 17C    | (3⁄2−)  |               |
| 17B                           | 5 | 12 | 17,04699(18)   | 5,08 ms         | β− + 2n (11 %)   |                 | 15C    | (3⁄2−)  |               |
| 17B                           | 5 | 12 | 17,04699(18)   | 5,08 ms         | β− + 3n (3,5 %)  |                 | 14C    | (3⁄2−)  |               |
| 17B                           | 5 | 12 | 17,04699(18)   | 5,08 ms         | β− + 4n (0,4 %)  |                 | 13C    | (3⁄2−)  |               |
| 18B                           | 5 | 13 | 18,05617(86)#  | 26 ns           | n                |                 | 17B    | (4−)#   |               |
| 19B                           | 5 | 14 | 19,06373(43)#  | 2,92 ns         | β−               |                 | 19C    | (3⁄2−)# |               |
| Denna tabell: visa • redigera |   |    |                |                 |                  |                 |        |         |               |

Anmärkningar
- Stabila isotoper anges i fetstil.
- Värden markerade med # härrör inte enbart från experimentella data, men åtminstone delvis från systematiska trender.
- Osäkerheter anges i kort form i parentes efter värdet. Osäkerhetsvärden anger en standardavvikelse, utom isotopsammansättningen och standardatommassa från IUPAC, som använder expanderade osäkerhet.
- Nuklidmassor är givna av IUPAP Commission on Symbols, Units, Nomenclature, Atomic Masses and Fundamental Constants (SUNAMCO).
- Isotopförekomster är givna av IUPAC Commission on Isotopic Abundances and Atomic Weights.